# Холокост в Борисовском районе (Минская область)
Холокост в Бори́совском районе — систематическое преследование и уничтожение евреев на территории Борисовского района Минской области оккупационными властями нацистской Германии и коллаборационистами в 1941—1944 годах во время Второй мировой войны в рамках политики «Окончательного решения еврейского вопроса» — составная часть Холокоста в Белоруссии и Катастрофы европейского еврейства.

## Геноцид евреев в районе
Борисовский район был полностью оккупирован немецкими войсками в июле 1941 года, и оккупация продлилась более трёх лет — до начала июля 1944 года. Нацисты включили Борисовский район в состав территории, административно отнесённой в состав генерального округа Белорутения рейхскомиссариата «Остланд».
Вся полнота власти в районе принадлежала зондерфюреру — немецкому шефу района, который подчинялся руководителю округи — гебитскомиссару. Во всех крупных деревнях района были созданы районные (волостные) управы и полицейские гарнизоны из белорусских и украинских коллаборационистов.
Для осуществления политики геноцида и проведения карательных операций сразу вслед за войсками в район прибыли карательные подразделения войск СС, айнзатцгруппы, зондеркоманды, тайная полевая полиция (ГФП), полиция безопасности и СД, жандармерия и гестапо.
Одновременно с оккупацией нацисты и их приспешники начали поголовное уничтожение евреев. «Акции» (таким эвфемизмом гитлеровцы называли организованные ими массовые убийства) повторялись множество раз во многих местах. В тех населенных пунктах, где евреев убили не сразу, их содержали в условиях гетто вплоть до полного уничтожения, используя на тяжелых и грязных принудительных работах, от чего многие узники умерли от непосильных нагрузок в условиях постоянного голода и отсутствия медицинской помощи.
За время оккупации практически все евреи Борисовского района были убиты, а немногие спасшиеся в большинстве воевали впоследствии в партизанских отрядах.
Массовые убийства евреев в районе происходили в Борисове, Зембине, Мстиже, деревнях Черневка, Бродовка, Лошница, Крацевичи, Дедиловичи, Малое Стахово, Зачистье, Плитченка, в трудовом лагере при торфопредприятии «Белое болото» (ныне поселок Красный Октябрь) и других местах.

## Гетто
Немцы, реализуя нацистскую программу уничтожения евреев, создали на территории района 3 гетто.
Оккупационные власти под страхом смерти запретили евреям снимать желтые латы или шестиконечные звезды (опознавательные знаки на верхней одежде), выходить из гетто без специального разрешения, менять место проживания и квартиру внутри гетто, ходить по тротуарам, пользоваться общественным транспортом, находиться на территории парков и общественных мест, посещать школы.
- В гетто города Борисов (27 августа 1941 — 21 октября 1941) были убиты около 9000 евреев.
- В гетто посёлка Зембин (июль 1941 — 18 августа 1941) были убиты 927 евреев.
- В гетто деревни Мстиж (осень 1941 — зима 1941) были убиты более 100 евреев.

## Случаи спасения и «Праведники народов мира»
В Борисовском районе 14 человек были удостоены почетного звания «Праведник народов мира» от израильского мемориального института «Яд Вашем» «в знак глубочайшей признательности за помощь, оказанную еврейскому народу в годы Второй мировой войны»:
- Дубровский Александр — им были спасены Рольбины Мария и Зина в Борисове[21];
- Сковородка Константин — им были спасены Давидсон Роза, Нейман Мера и Геня, Бейнинсон Люся, Липкинд Анна, Шахрай Толя и Оля в Борисове[22];
- Фролова Елена — ею была спасена Рубенчик Роза (Фрадкина Галина) в Борисове[23];
- Воротчик (Шульц) Елена и Гренко Ефросинья — ими был спасен Воротчик (Мейлах) Яков в Борисове[24][25];
- Можейко Ванда — ею был спасен Ривкинд Исаак в Борисове[26].
- Мазуркевич Федор — им были спасены Пеклер (Шульман) Дора и другие евреи в Черневичах[27];
- Чёрная Анна, Чёрный Виктор и Стельмашонок (Черная) Валентина — ими были спасены Эпштейн Мария и Рая в Высоком Береге[28][29][30];
- Бружник Атиля и Шумелова (Бружник) Ольга — ими была спасена Бодня (Усарова) Вера в Стаях[31];
- Мирук Мария — ею была спасена Шалак Люба в Крацевичах[32];
- Волковец Лидия — ею была спасена Шустерович Хая в Новоселках[33].

## Организаторы и исполнители убийств
Главными организаторами убийств в Борисовском районе были комедант города Розенфельд, оберштурмфюрер Крафе, начальник управления безопасности Эгоф, бургомистр Станкевич, начальник полиции Кабаков, начальник районной полиции Ковалевский и другие.
В убийстве борисовских евреев активное участие принимали также и силы вермахта.
Евреев Борисовского района убивали и латышские и литовские пособники гитлеровцев. Специальное подразделение («латышская рота при СД») высшего начальника СС и полиции (Hohere SS und Polizeifuhrer — HSSPF) Остланда, дислоцированное при минском СД, было преимущественно укомплектовано латышами. Его главной задачей было оказание помощи в борьбе против антифашистского подполья и партизан, а также участие в акциях уничтожения еврейского населения Беларуси. Так, для участия в ликвидации Борисовского гетто из Минска в Борисов прибыл оберштурмфюрер Крафт вместе с переводчиком унтершарфюрером Айхе и 50 офицерами и солдатами войск СС — преимущественно латышами, и литовские полицаи под командованием Импулявичуса.

## Память
В 1967 году место расстрела евреев Зембина огорожено бетонным забором, установлена памятная доска. В 2001 году на месте расстрела установлен памятник.
В 1997 году был установлен памятник расстрелянным евреям в поселке Красный Октябрь — по инициативе и усилиями Еврейского общественного объединения «Свет Меноры» города Борисов.
В 1998 году памятный знак был установлен на месте расстрела евреев у деревни Малое Стахово.
В 2005 году на месте расстрела евреев Борисова возведён мемориальный комплекс.
В 2007 году во Мстиже на месте убийства евреев был установлен мемориальный знак.
Опубликованы неполные списки погибших евреев Борисовского района.